# 테이프 아웃
전자공학 및 광학 설계에서 테이프 아웃(tape-out) 또는 테이프아웃(tapeout)은 제조 전에 집적 회로 또는 인쇄 회로 기판의 설계 프로세스의 최종 단계이다. 테이프아웃은 특히 회로의 포토마스크 그래픽이 제작 시설로 보내지는 시점이다. 이 이름은 제조 시설로 데이터를 전송하기 위해 자기 테이프를 사용했던 것에서 유래한다.

## 관련 절차
테이프아웃이라는 용어는 현재 최종 승인된 전자 CAD 파일에서 포토마스크 자체를 생성하는 것을 설명하는 데 사용된다. 설계자는 이 용어를 최종 파일을 디스크 또는 CD에 기록하고 이후 반도체 파운드리로 전송하는 것을 지칭하는 데 사용할 수 있다. 그러나 현재 관행에서는 실제 테이프아웃 전에 제조 공정에 특화된 마스크 디자인에 대한 검사 및 수정 작업을 파운드리에서 수행한다. 마스크 데이터의 이러한 수정에는 다음이 포함된다.
- 레이아웃의 제조성을 향상시키기 위한 맞춤형 지정 및 구조를 포함하는 칩 마감. 후자의 예로는 실링 링과 필러 구조가 있다.
- 테스트 패턴 및 정렬 표시가 있는 레티클 레이아웃 생성.[2]
- 그래픽 연산으로 레이아웃 데이터를 향상시키고 마스크 생산 장치에 데이터를 조정하는 레이아웃-마스크 준비. 이 단계에는 가장 현대적인 집적 회로의 나노 스케일 특징을 에칭할 때 빛의 파동과 같은 동작을 수정하는 광근접 보정 (OPC)과 같은 해상도 향상 기술 (RET)이 포함된다.[1]

최신 집적 회로는 테이프아웃 준비가 되기 전에 길고 복잡한 설계 프로세스를 거쳐야 한다. 이 과정의 많은 단계에서 전자 설계 자동화 (EDA)로 알려진 소프트웨어 도구를 사용한다. 그런 다음 설계는 테이프아웃되기 전에 "사인오프"로 알려진 일련의 검증 단계를 거쳐야 한다. 테이프아웃은 일반적으로 프로젝트에 참여한 모든 사람이 축하하는 일이며, 이어서 첫 번째 제품, 즉 제조 시설(반도체 파운드리)에서 나온 칩의 첫 번째 물리적 샘플을 기다리는 불안감이 뒤따른다.
첫 번째 테이프아웃이 설계팀의 업무의 끝인 경우는 거의 없다. 대부분의 칩은 "스핀"이라고 불리는 일련의 반복을 거치며, 첫 번째 제품을 테스트한 후 오류를 감지하고 수정한다. 다양한 요인이 스핀을 유발할 수 있다.
- 테이프아웃된 디자인이 제조 자체 문제로 인해 파운드리에서 최종 검사를 통과하지 못한다.
- 디자인은 성공적으로 제작되었지만 첫 번째 제품이 기능 테스트에 실패한다.

## 명명법
이 용어의 뿌리는 공장에서 포토마스크를 만드는 데 사용되는 최종 전자 파일을 종이 테이프와 나중에 자기 테이프 릴에 로드하던 시대로 거슬러 올라간다.
IBM에서 사용되는 동의어는 RIT(release interface tape)이다. IBM은 비금속 구조용 RIT-A와 금속 레이어용 RIT-B를 구분한다.
텍사스 인스트루먼트에서 사용되는 동의어는 PG(pattern generation)이다.

## 같이 보기
- 마스크 데이터 준비
- 반도체 제조
- GDSII